# Leica Geosystems

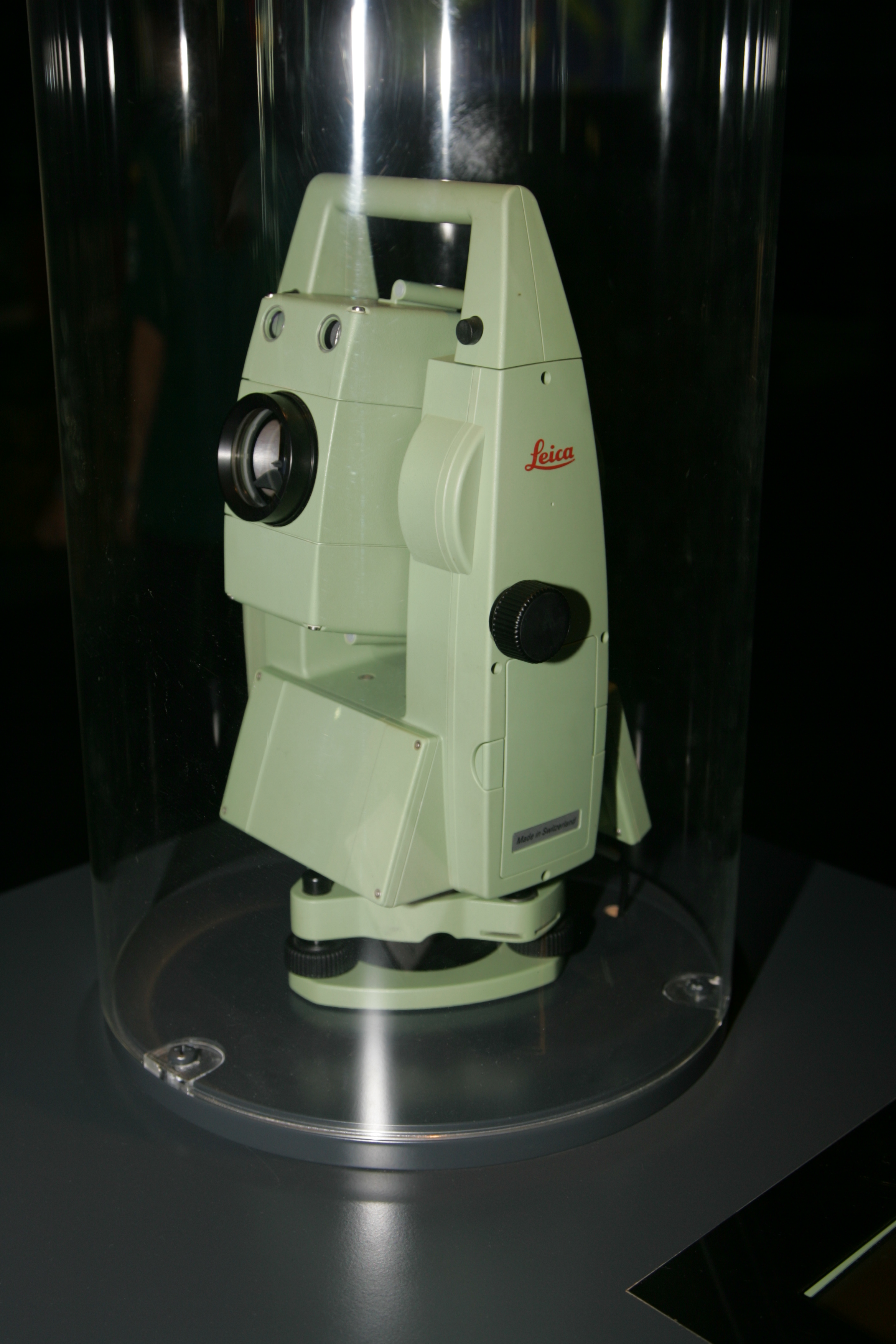
Estação total usada em trabalhos topográficos.

Leica Geosystems (antes conhecida como Wild Heerbrugg ou apenas Wild) é uma empresa baseada na Suíça que produz e comercializa equipamentos e sistemas para topografia e geomática.
Na América do Sul a empresa possui distribuidores em todos os países da região e atua a partir da sua sede localizada no Parque Tecnológico de São Carlos, na cidade de São Carlos (SP). 